# Ceratomia igualana
Ceratomia igualana is een vlinder uit de familie van de pijlstaarten (Sphingidae). De wetenschappelijke naam van de soort is voor het eerst geldig gepubliceerd in 1932 door William Schaus.